# Carlos Ávila
Carlos Vicente Ávila (Asunción, 19 de julio de 1942-Buenos Aires, 23 de noviembre de 2019) fue un empresario y productor paraguayo, naturalizado argentino. Fue el fundador de la productora deportiva Torneos junto con Luis Nofal en 1982. También fue creador del programa Fútbol de Primera y pionero del fútbol codificado en Argentina.

## Biografía
Llegó a la Argentina a los cuatro años junto a su madre. Empezó a trabajar en publicidad en 1958, en la firma Publitec. Primero como cadete, al final como director.
Trabajó en Nestlé en la parte de Marketing y posteriormente tuvo la posibilidad de tener la concesión de las pantallas municipales con la empresa Wellon S.A. (con otros dos socios)que fue la base para luego desarrollar Torneos y Competencias. La comercializadora se llamó " Comunicaciones en Vía Pública" y vendía medios en todo el país. Hasta el año 2001 continuaba siendo concesionario minoritario de las Pantallas Municipales.
En 1982 junto a Luis Nofal fundó la productora Torneos y Competencias, proyectó su primer programa sobre golf por el Canal 2 de La Plata (actualmente América TV).
Tuvo un fuerte éxito de rating con El deporte y el hombre emisión que conducía Pancho Ibáñez, pero alcanzó su mayor suceso comercial con la creación de Fútbol de Primera en 1985, el programa que conducían Marcelo Araujo y Enrique Macaya Márquez y que se convirtió en el signo de una época en la historia del fútbol televisado. Eran todavía los tiempos del reinado de la televisión abierta, aun cuando la grilla llegara a muchos usuarios ya a través de cable coaxial, el programa era “dueño” de todos los goles de cada fecha: ningún otro programa podía pasar las imágenes de una pelota entrando al arco hasta que no terminara la emisión de Fútbol de Primera.
En 1989 se asocia con Raúl Lecouna y Albino Valentini para fundar la productora Sonotex, fue vendida a finales de los 90 en manos de Telefe.
El salto ocurrió en 1991, cuando, tras una crisis económica en la AFA, se adueñó por seis años los derechos exclusivos de la televisación del fútbol argentino, licencia que luego pudo extender hasta 2014. Y aquel privilegio, que clausuraba toda imagen del deporte más popular hasta tanto no se emitiera el programa de Canal 13 los domingos por la noche, expresó un tiempo de la Argentina y de las relaciones entre los medios y el poder político. Julio Grondona, presidente de AFA fallecido en 2014, fue su aliado estratégico. El fútbol fue -entonces- territorio exclusivo de un grupo de medios privado.
Ante la necesidad de encontrar pantalla para el negocio del que se había apropiado en forma exclusiva, creó la señal deportiva TyC Sports. También fue accionista de Canal 9 y América TV, que pasó a ser producida en Buenos Aires para convertirse en un multimedios porteño más.
Ávila también tuvo una radio (La Red), un diario (El Gráfico), una línea aérea, manejó gran parte de la comercialización de publicidad en la vía pública y trajo al país a la señal Fox Sports, cuando el deporte televisado ya se había revelado como un negocio multimillonario a escala global. Su nombre se convirtió en sinónimo de fútbol y poder.
Con el tiempo se transformó en una figura popular, un personaje más de la farándula.
En 2006, Ávila lanza junto con DirecTV la primera señal exclusiva de golf en Latinoamérica: Golf Channel. Ese mismo año, Ávila decidió retirarse de Torneos. Tres años más tarde, el Estado argentino se quedó unilateralmente con los derechos de transmisión del fútbol para difundir propaganda gubernamental en forma abierta y gratuita. Fútbol de Primera, el estandarte del proceso que concluía, se interrumpió.
En 2013 intentó retornar a los primeros planos del fútbol como presidente de River pero reunió apenas el 1,87 por ciento de los votos en los comicios que consagraron a Rodolfo D'Onofrio.

### Resultados electorales

#### 2013
| Candidato                   | Candidato                   | Agrupación                  | Votos  | %       |
| --------------------------- | --------------------------- | --------------------------- | ------ | ------- |
|                             | Rodolfo D'Onofrio           | Un Presidente para River    | 10 248 | 55,80%  |
|                             | Antonio Caselli             | Primero River               | 6 378  | 34,70%  |
|                             | Daniel Kiper                | Unidos por River            | 1 365  | 7,43%   |
|                             | Carlos Ávila                | River con gente del Club    | 345    | 1,87%   |
| Total de votos válidos      | Total de votos válidos      | Total de votos válidos      | 18 336 | 99,84%  |
| Votos nulos y blancos       | Votos nulos y blancos       | Votos nulos y blancos       | 28     | 0,16%   |
| Total de empadronados       | Total de empadronados       | Total de empadronados       | 41 499 | 41 499  |
| Total de mesas              | Total de mesas              | Total de mesas              | 42     | 42      |
| Total de sufragios emitidos | Total de sufragios emitidos | Total de sufragios emitidos | 18 364 | 100,00% |

## Vida personal
Estuvo casado con Cristina quien tuvo a sus tres hijos, Diego, Juan Cruz y Celeste. El matrimonio se divorció. En 1999 se casó por segunda vez con Inés quien lo acompañó hasta sus últimos días.
Tras una larga enfermedad, Carlos Ávila falleció el 23 de noviembre de 2019 a los 77 años en Buenos Aires donde estuvo ingresado por una complicación coronaria.